# Brestovo (miasto Novi Pazar)
Brestovo (cyr. Брестово) – wieś w Serbii, w okręgu raskim, w mieście Novi Pazar. W 2011 roku liczyła 51 mieszkańców.